# Epidemic Sound
Epidemic Sound är ett företag grundat 2009 av Peer Åström, David Stenmarck, Hjalmar Winbladh, Jan Zachrisson och Oscar Höglund. En av de första riskkapitalfirmorna som investerade i Epidemic Sound var svenska Creandum. 2021 tog Epidemic Sound in 450 miljoner dollar från riskkapitalisterna Blackstone och EQT.
Företaget arbetar med produktionsmusik och köper in  musik av musiker som inte är anslutna till en förvaltningsorganisation för upphovsrätt. Produktionsmusik är musik som är särskilt anpassad till användning i audiovisuella produktioner och företagets kunder är tv-kanaler, produktionsbolag och företag.
Epidemic Sound betalar en engångsersättning till upphovspersonerna för varje verk vilken varierar beroende på verket. Upphovsmannen kan även få en återkommande ersättning för vissa verk som exempelvis musik till vinjetter under den tidsperiod som verket används. Musiken licensieras sedan till ett relativt lägre pris än för exempelvis musik som förvaltas av STIM. 
Systemet har fått kritik av Svenska kompositörer av populärmusik.
Både SVT och TV4 köper musik av Epidemic Sound och menar att ersättningen är skälig och inte missgynnar musiker.
Epidemic Sound har identifierats som en av leverantörerna av lågkostnadsproducerad musik på beställning från "anonyma" artister till Spotify's PFC (Perfect Fit Content)-program.